# Glansveronika
Glansveronika (Veronica polita) är en växtart i familjen grobladsväxter.